# Shō Shin
Shō Shin (尚眞, 1465–1526; r. 1477–1526) foi um rei do Reino de Ryukyu, o terceiro da linha da Segunda Dinastia Shō. O longo reinado de Shō Shin foi descrito como os "os Grandes Dias de Chūzan", um período de grande paz e relativa prosperidade. Ele era o filho de Shō En, o fundador da dinastia, por Yosoidon, a segunda esposa de Shō En, geralmente conhecida como rainha mãe. Ele sucedeu seu tio, Shō Sen'i, que foi forçado a abdicar em seu favor.

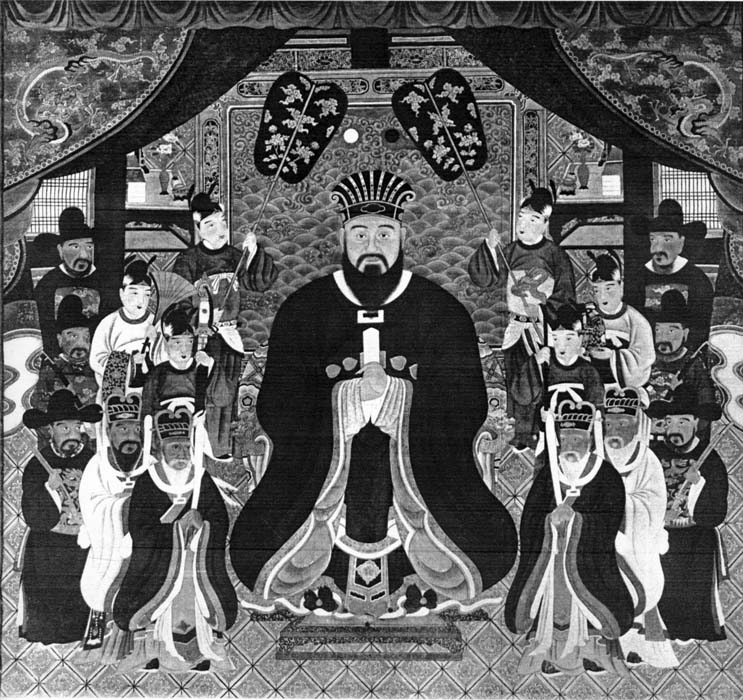

Grande parte da organização fundacional da administração e economia do reino iniciou com os desenvolvimentos que ocorreram durante o reinado de Shō Shin. Com o governo tornando-se mais institucionalizado e organizado, os aji (按司, senhores locais) gradativamente perderam poder e independência, tornando-se mais próximos ao governo central em Shuri. A fim de fortalecer o controle central sobre o reino e para prevenir a insurreição por parte dos aji, Shō Shin reuniu armas de todos os aji para colocá-las à disposição da defesa do reino, e ordenou aos aji residirem em Shuri. Os senhores separados de suas terras e de seus povos eram muito menos capaz de agir independentemente para organizar rebeliões e, com o tempo, suas conexões emocionais com Shuri cresciam, enquanto as conexões com o território enfraqueciam. As residências em Shuri dos aji eram divididos em três distritos - um para cada um vindo das áreas norte, centro e sul da Ilha de Okinawa, que antigamente era formada pelos reinos independentes de Hokuzan, Chūzan, e Nanzan, respectivamente. Essas regiões foram renomeadas para Kunigami, Nakagami, e Shimajiri, respectivamente, nomes que permanecem em uso ainda hoje. Através de casamentos, residência em Shuri e outros fatores, os aji tornaram-se mais integrados como uma classe, mais próximos da vida, costumes e política em Shuri, e menos ligados às identidades territoriais de onde vieram.
Os aji deixavam representantes, chamados de aji okite (按司掟), para administrar suas terras em seu nome, e alguns anos mais tarde um sistema de jito dai (地頭代), agentes enviados pelo governo central para supervisionar os territórios periféricos, foi estabelecido. A Alguns aji das regiões ao norte foi permitido continuar lá, não se mudando para Shuri, visto que eles eram muito poderosos para o rei conseguir forçar sua obediência nesta questão. O terceiro filho do rei foi nomeado Protetor do Norte, no entanto, e recebeu autoridade para manter a paz e ordem na região.
O dialeto Shuri da língua okinawana usado pelos administradores e burocratas tornou-se padronizado nesta época, e a era dourada da poesia e literatura floresceu. Os primeiros volumes do Omoro Sōshi, uma coleção de poemas, canções e cânticos que refletem a tradição oral de século, bem como eventos contemporâneos, foram concluídos em 1532. Junto com os últimos volumes, o Omoro Sōshi tornar-se-ia uma das fontes primárias do estudo moderno sobre a história do reino.
O processo de transferir os aji para Shuri também trouxe grandes mudanças para a cidade, incluindo a construção de muitos grandes portões, pavilhões, lagos, pontes, monumentos e jardins. Surgiria uma grande demanda por pedreiros, carpinteiros e outros profissionais, bem como por uma grande variedade de bens e materiais, importados do território de cada aji. A Ilha de Okinawa rapidamente tornou-se mais economicamente integrada, com bens e trabalhadores trabalhando de e para Shuri e a cidade portuária vizinha de Naha. A integração econômica permitiu aos territórios tornar-se mais especializados, e a produção de bens de luxo expandiu significativamente. Vários tipos de grampos de cabelo e outros ornamentos tornaram-se elementos padrões da moda dos cortesãos e burocratas, novas técnicas de produção e tecelagem de seda foram importados e o uso de ouro, prata, laca e seda tornou-se mais comum entre os habitantes da cidade. A urbanização levou à maior prosperidade de mercadores, comerciantes, cortesãos, nativos e outros, apesar de o historiador George H. Kerr apontar que os fazendeiros e pescadores, que eram a maior parte da população okinawana, permanecerem bastante pobres.
Muitos monumentos, templos e outras estruturas foram erguidas durante o reinado próspero de Shō Shin. Um novo palácio foi construído no estilo chinês e rituais e cerimônias da corte foram dramaticamente alterados e expandidos, copiando modelos chineses. Um par de pedras altas, os "Pilares do Dragão", foram colocados na entrada do palácio, inspirados não em modelos chineses, coreanos ou japoneses, mas naqueles da Tailândia e Camboja, refletindo, como Kerr aponta, o alcance e extensão do comércio okinawano e a natureza cosmopolita da capital na época. O templo budista Enkaku-ji foi construído em 1492, o Sōgen-ji foi expandido em 1496, e em 1501, o Tamaudun, o complexo real de mausoléus, foi concluído. Shō Shin solicitou com sucesso à corte real coreana, algumas vezes, para receber volumes de textos budistas; a primeira prensa móvel no mundo foi inventada na Coreia no século XIII. No 30º ano de seu reinado, uma estela foi erguida no terreno do Castelo de Shuri, listando Onze Distinções da Era enumerados por oficiais da corte. Uma reprodução desta estela, destruída na Batalha de Okinawa de 1945 junto com o castelo, permanece no terreno do castelo ainda hoje.
O reinado de Shō Shin também teve uma expansão do controle do reino sobre várias das Ilhas Ryukyu. Navios okinawanos começaram no final do século XV a frequentar Miyakojima e as Ilhas Yaeyama. Após uma série de disputas entre os senhores feudais locais, as Ilhas Yaeyama, que eclodiram em 1486, Shō Shin em 1500 enviou forças militares para sufocar os conflitos e estabelecer o controle sobre as ilhas.Kumejima foi trazido ao firme controle de Shuri, e foram impostos governos em Miyako e Yaeyama, em 1500 e 1524 respectivamente.
Shō Shin também efetuou mudanças significativas à organização do culto nativo noro (ノロ, alto clero) e seu relacionamento com o governo. Ele devia pela abdicação de seu tio, e sua própria sucessão para sua irmã, a noro família real, uma posição especial conhecida como kikoe-ōgimi. Ele estabeleceu uma nova residência para o kikoe-ōgimi (聞得大君) do lado de fora dos portões do castelo e ergueu paredes altas em 1519 ao redor de Sonohyan Utaki, um lugar sagrado. Um sistema no qual o rei e o kikoe-ōgimi indicavam o noro local em todo o reino foi estabelecido, amarrando este elemento da religião de Ryukyu nativa aos sistemas formas de autoridade sob o governo.
Após um reinado de 50 anos, Shō Shin morreu em 1526 e foi sucedido por seu filho Shō Sei. Afirma-se que após este longo reinado, os oficiais encontraram dificuldades em determinar a maneira apropriada de conduzir o funeral real, rituais de sucessão e outras cerimônias relacionadas importantes. O historiador George Kerr escreve que "Okinawa nunca mais conheceria outra vez os dias alciônicos do reinado de Sho Shin."